# Rosa Klebb
Coronel Rosa Klebb é uma personagem criada por Ian Fleming para o livro e filme de James Bond From Russia with Love, onde é a principal antagonista do espião britânico. Fleming escolheu seu nome influenciado por uma frase popular na União Soviética pelos direitos da mulher, khleb i rozy (cirílico: хлеб и розы), uma tradução russa literal para o lema trabalhista internacional "pão e rosas".. Klebb, é a única bond girl que não se envolve amorosamente com espião inglês, e é a uma das poucas antagonistas femininas principais de 007, juntamente com Elektra King.

## Características
Interpretada  no filme Moscou contra 007 pela atriz austro-húngara Lotte Lenya, Klebb é uma pequena mulher, séria, rude e a agente nº3 da SPECTRE, a maior organização terrorista do mundo e ex-dirigente da SMERSH, o serviço de contra-espionagem da URSS. Vilã fria e de presença física amedrontadora, a personagem também sugere ter tendências lésbicas, em seu contato de aliciamento da jovem agente Tatiana Romanova para o plano de assassinar James Bond.
Uma das grandes vilãs de toda a série - é considerada um dos dez melhores vilões dos filmes de 007 - Klebb é derrotada pela capacidade de Bond de seduzir as mulheres com quem se envolve, transformando inimigas em aliadas apaixonadas, como faz com Romanova, que ao final do filme tem que escolher entre Klebb e Bond.

## Klebb no filme
Em Moscou contra 007, Klebb é uma ex-agente do serviço soviético de espionagem SMERSH, que secretamente desertou e tornou-se uma das principais figuras da SPECTRE, a organização terrorista internacional de Ernst Stavro Blofeld, na qual tem o número 3. Para vingar a morte de um dos líderes da organização, Dr. No, por James Bond, Klebb é encarregada do plano criado por Tov Kronsteen, outro integrante da SPECTRE, tcheco e exímio mestre do xadrez internacional, de roubar a nova decodificadora Lektor dos russos e matar James Bond numa armadilha.
Para isso, usa Tatiana Romanova, jovem e bela cabo do exército russo especializada em decodificação de criptografia, que instalada na embaixada soviética em Istambul, na Turquia, é ordenada e ameaçada por Klebb para levar adiante o plano de seduzir Bond e colocá-lo numa armadilha para ser morto por Red Grant, outro de seus agentes, sem que Tatiana saiba que não está trabalhando para a URSS, mas para a SPECTRE.
Romanova e Bond conseguem roubar a Lektor da embaixada soviética, que é explodida pelos homens do MI-6 na Turquia, liderados por Ali Kerim Bey e fogem de trem para a Itália. Grant, enviado por Klebb e Kronsteen para matá-lo no Orient Express, falha e é morto pelo espião britânico.
Klebb então decide assassinar pessoalmente Bond. Disfarçada de arrumadeira, entra no quarto de hotel em Veneza onde os dois estão hospedados e, pedindo silêncio a Romanova enquanto Bond está no telefone, ameaça-o com uma pistola. Mas Romanova consegue jogar a pistola longe e Klebb enfrenta Bond com uma mortal lâmina venenosa que sai de seu sapato. Na iminência de Bond ser atingido, Tatiana pega a pistola do agente e, fazendo sua escolha entre o homem que ama e sua pretensa chefe, mata a agente da SPECTRE com um tiro.